# Рамзес-Меріатум
Рамсес-Меріатум або Меріатум II (*д/н —бл. 1145 до н. е.) — давньоєгипетський діяч XX династії, верховний жрець Ра у Геліополісі за правління фараонів Рамсеса III, Рамсеса IV, Рамсеса V, Рамсеса VI.

## Життєпис
Походив з XX династії. Сьомий син фараона Рамсеса III. Народився у другій половині володарювання цього фараона. Ще за правління батька стає верховним жерцем Ра. Про нього є згадка в папірусі Вібура. Про діяльність відомо замало. На своїй посаді перебував до початку панування свого брата Рамсеса VI.
Помер й поховано в Геліополісі, проте його гробниця досі не знайдена.